# Bovenmeer
Het Bovenmeer (Engels: Lake Superior, Frans: Lac Supérieur) is het grootste van de Grote Meren en ligt op de grens tussen Canada en de Verenigde Staten. Het is qua oppervlakte het grootste zoetwatermeer in de wereld. Het Baikalmeer in Siberië (Rusland) is groter qua inhoud. De Kaspische Zee is in omvang groter, maar bevat zout water.

## Cijfers
Het Bovenmeer heeft een oppervlakte van 82.000 km² en is daarmee groter dan Tsjechië. De grootste lengte is 563 kilometer en de maximale breedte is 257 km. De gemiddelde diepte is 149 meter, met een maximum van 406 meter. Het Bovenmeer bevat 12.232 km³ water en bevat hiermee meer water dan de andere Grote Meren samen. De gemiddelde watertemperatuur doorheen het jaar is 4,5° C. De oeverlijn, inclusief eilanden, is 4393 kilometer.

## Geografie
Het meer grenst in het noorden aan Ontario (Canada) en in het zuiden aan Minnesota, Wisconsin en Michigan (Verenigde Staten). De landgrens loopt van de monding van de Pigeon in het westen, boven Isle Royale, tot de uitmonding van het meer in de St. Marys. Deze grens werd vastgelegd in 1842 in een verdrag tussen de Verenigde Staten en Groot-Brittannië. 
Het meer wordt gevoed door meer dan 200 rivieren, waarvan de grootste de Nipigon, de St. Louis, de Pigeon, de Pic River, de White, de Michipicoten en de Kaministiquia zijn. Het Bovenmeer mondt uit in het Huronmeer via de St. Marys. Het grootste eiland is Isle Royale.
Het landklimaat rond het meer wordt gekenmerkt door ware zomers en koude winters. De temperaturen op en rond het meer zijn iets milder dan op het omliggende vasteland. Er kunnen sterke temperatuurschommelingen op korte tijd en hevige stormen optreden. De zwaarste stormen komen gewoonlijk in november voor. Golven tot 9 meter op het meer zijn mogelijk. De meeste sneeuw valt aan het begin van de winter. Door het grote watervolume vriest het meer zelden volledig dicht.

## Geologie
Het Bovenmeer ligt aan de oostelijke rand van het Canadees Schild, dat ongeveer 600 miljoen jaar oud is. Afwisselende perioden van vulkanische activiteit, erosie en sedimentatie gaven toen vorm aan een laag plateau, waarvan het gesteente rijk is aan goud, zilver, ijzer en koper. Tijdens het Pleistoceen, 3 miljoen jaar geleden, hebben gletsjers de zachte zandsteen van het plateau uitgesleten. Het huidige afwateringssysteem, waarbij het Bovenmeer via de andere Grote Meren uitmondt in de Saint-Lawrence, is ongeveer 2.000 jaar geleden ontstaan.

## Menselijke bewoning
Het meer werd door de Franse ontdekkingsreizigers Lac Supérieur genoemd, omdat het het hoogstgelegen meer van de Grote Meren is op 184 m boven zeeniveau. 
Rond het meer wonen maar 581.000 mensen, het kleinste aantal van alle Grote Meren. De grootste bevolkingscentra bevinden zich rond Thunder Bay (Ontario) en de zustersteden Duluth en Superior. Belangrijke steden aan het meer zijn Duluth, Thunder Bay, Sault Ste. Marie (Ontario), Marquette en Sault Ste. Marie (Michigan). Minder dan 1% van het gebied rond het meer is stedelijk, minder dan 10% wordt gebruikt voor landbouw, terwijl meer dan 80% bebost is. 
Het land rondom het Bovenmeer in Ontario, Minnesota, Wisconsin en Michigan is rijk aan delfstoffen. Men delft er koper, ijzer, zilver, goud en nikkel. Veel steden zijn (oude) mijnstadjes of betrokken bij het vervoer van het erts. Het is een belangrijke scheepvaartverbinding voor het vervoer van ijzererts. Door de vele natuur is het toerisme de tweede inkomstenbron van het gebied.

## Natuur
De noordelijke zijde van het meer bestaat uit taiga met de zwarte spar als oorspronkelijke, dominante boomsoort. Op de zuidelijke oever van het meer groeide oorspronkelijk gemengd bos. Vanaf de jaren 1880 werd veel van het bos rond het Bovenmeer gekapt. In het secundaire bos dat daarna groeide zijn berk en populier dominant. 
Door het kappen van de bossen en de jacht is de oorspronkelijke fauna ernstig verstoord. Wolven, Amerikaanse zwarte beren en poema's waren uitgestorven rond het Bovenmeer. De populatie van zwarte beren heeft zich hersteld en ook wolven zijn op veel plaatsen terug. Ondanks de overbevissing in het verleden hebben het meer en zijn bronrivieren de meeste van hun naar schatting 71 oorspronkelijke vissoorten behouden. Wel zijn andere vissoorten als exoten in het meer terechtgekomen.
Bovenmeer ·
Eriemeer ·
Huronmeer ·
Michiganmeer ·
Ontariomeer